# Ranunculus crimaeus
Ranunculus crimaeus là một loài thực vật có hoa trong họ Mao lương. Loài này được Juz. miêu tả khoa học đầu tiên năm 1950.